# سانخاری
سانخاری (به لاتین: Sankhari) یک روستا در هند است که در ایالت اودیسا و در بخش بالاسور واقع شده‌است.